# Georges Rouault
Georges Henri Rouault (Parigi, 27 maggio 1871 – Parigi, 13 febbraio 1958) è stato un pittore francese.

## Biografia

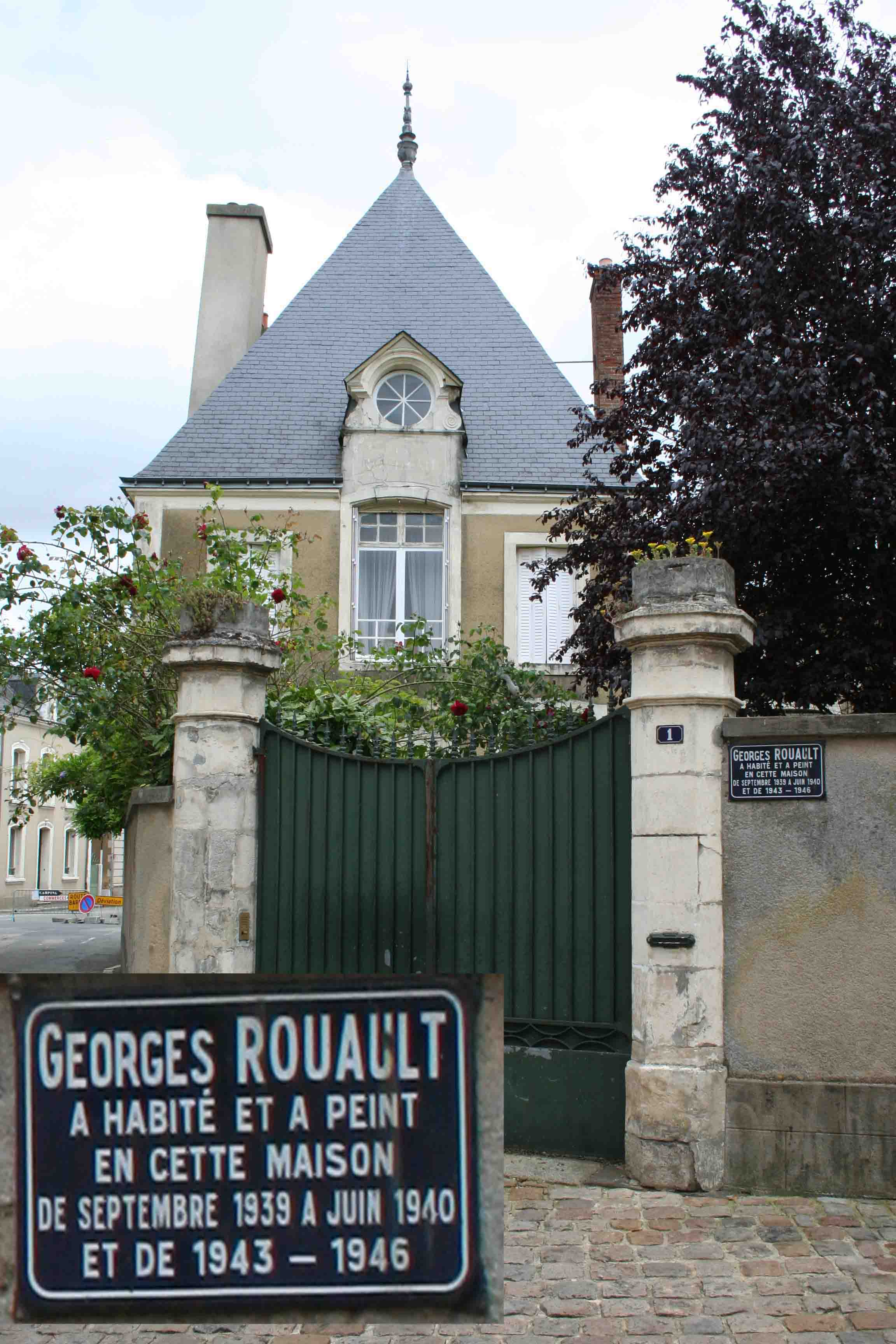
Casa di Georges Rouault a Beaumont-sur-Sarthe, Loira

Nato da una famiglia di umili origini, il nonno materno gli trasmise l'amore per l'arte.
Dal 1885 al 1890 fu apprendista presso un pittore e restauratore di vetrate e contemporaneamente seguì i corsi serali della Scuola di arti decorative.
Nel 1891 entrò nell'École des Beaux-Arts sotto la guida di Gustave Moreau, del quale divenne un allievo prediletto tanto che, nel 1898, alla morte di Moreau, venne nominato conservatore del Museo Moreau di Parigi.
È dovuto probabilmente all'influenza di Gustave Moreau l'uso evocativo e simbolico dei colori, tipico delle sue prime opere.

## Le prime mostre con i fauves
All'École des Beaux-Arts, Rouault conobbe Henri Matisse, Albert Marquet, Henri Manguin e Charles Camoin: queste amicizie lo avvicinarono allo stile dei fauves.
Dal 1895 in poi partecipò alle maggiori mostre pubbliche, in particolare al Salon d'Automne, in cui espose principalmente dipinti a soggetto religioso, paesaggi e nature morte.
Nel 1905 espose al Salon d'Automne con il gruppo dei fauves: mentre Henri Matisse rappresenta l'aspetto riflessivo e razionale del gruppo, lui ne incarna l'anima più spontanea e istintiva.
Secondo alcuni critici, il suo periodo di apprendistato presso un pittore di vetrate è all'origine di alcune sue peculiarità, come il segno nero dei contorni, spesso e marcato, usato in senso espressionista e totale, come colore che schiaccia e appiattisce gli altri e ne condiziona la scala cromatica.
Suggestionato da Vincent van Gogh, accelera il ritmo della composizione, usa i colori in modo esasperato, crea forti contrasti di tono per liberare la foga e l'immediatezza espressiva. Lo sfondo è appena accennato con un disegno nervoso e frammentario, le figure sono dipinte a pennellate larghe e contornate con tratti rapidi e marcati, che esprimono con violenta naturalezza l'intensità delle emozioni.
Anche la caratterizzazione dei personaggi enfatizza le espressioni per farli assomigliare a caricature grottesche che suscitarono l'ammirazione dagli esponenti dell'espressionismo.

## La maturità espressionista
A partire dal 1907 Rouault eseguì una serie di dipinti dedicata ai tribunali, ai clown, ai pierrot e alle prostitute, opere espressioniste per la modalità d'esecuzione e per la foga del giudizio morale, in cui è evidente l'impietosa aggressività con cui caratterizza i volti dei personaggi, visti come rappresentanti di un'umanità sconfitta e umiliata.
In queste opere si avverte lo spiritualismo espresso nelle forme di un drammatico esistenzialismo da collegarsi al filosofo Jacques Maritain, suo amico e consigliere spirituale per tutta la vita; questo spiritualismo fece di Rouault uno dei maggiori pittori di arte sacra del Novecento.
Alle tematiche morali e sociali dei primi anni si affiancano così i soggetti religiosi, ora drammatici e sofferti, ora rasserenati da un sentimento di pace interiore: l'artista ritrae impietosamente i personaggi che vivono ai margini della società e raffigura con crudezza le prostitute e i clown, i giudici e gli imputati per compiere “un viaggio nell'inferno, ma con la fede nella redenzione”.
Nel 1910 Rouault tenne la sua prima mostra personale alla galleria Druet, dove presentò un gran numero di dipinti e ceramiche che lo posero come uno dei precursori dell'espressionismo.
La maturità espressiva era ormai raggiunta: i primi e fondamentali insegnamenti di Gustave Moreau sono stati rielaborati e messi in pratica secondo una visione poetica originale. Queste opere vennero studiate con grande attenzione dagli artisti tedeschi che, nell'estate del 1905, a Dresda, avevano formato il primo nucleo del futuro espressionismo.

## La natura e il divino
Anche se il centro del suo interesse rimase sempre la figura umana, Rouault si appassionò alla natura, realizzando opere di intensa e profonda poesia, affermando: “un albero contro il cielo possiede lo stesso interesse, lo stesso carattere, la stessa espressione della figura umana”.
I paesaggi, delineati con rigore ordinato di piani, di linee e di colori, sono visti come il luogo sacro per eccellenza, dove l'uomo può trovare le tracce del divino e cercare serenità e armonia spirituale, lontano dai mali e dalle miserie materiali e morali della società moderna.
Dal 1917 Rouault si dedicò alle stampe, continuando a cercare ispirazione nei soggetti sacri, soprattutto nel tema della passione di Cristo: il volto di Cristo e il pianto delle donne ai piedi della croce sono il simbolo della presenza del dolore nel mondo, illuminato però dalla fede nella resurrezione.
A partire dal 1930 cominciò a esporre anche all'estero e si fece apprezzare principalmente a Londra, New York e Chicago. In questi anni la tensione drammatica si allentò a favore di un maggiore equilibrio formale. Oltre alla pittura, continuò a dedicarsi con passione all'incisione e lavorò alla sua opera grafica più impegnativa, il ciclo Miserere, pubblicato nel 1948.
Rouault morì a Parigi il 13 febbraio 1958.
Rouault viene citato da Leonardo Sciascia nel romanzo Todo modo.